# جوشوا بوتزي
جوشوا بوتزي (بالألمانية: Joshua Putze)‏ (2 ديسمبر 1994 ببرلين في ألمانيا - ) هو لاعب كرة قدم ألماني في مركز الوسط.

## روابط خارجية
- جوشوا بوتزي على موقع قاعدة بيانات كرة القدم.إي يو (الإنجليزية)
- جوشوا بوتزي على موقع Soccerway.com (الإنجليزية)
- جوشوا بوتزي على موقع عالم كرة القدم.نت (الإنجليزية)